# Cordelia (cité antique)
Pour les articles homonymes, voir Cordelia.
Cordelia (en français, Cordèle) est le nom de la mythique cité des Salasses sur laquelle, selon la légende, les Romains fondèrent Aoste (Augusta Praetoria Salassorum).

## Étymologie
Une légende, rapportée au XVIIIe siècle par l'historiographe et homme politique valdôtain Jean-Baptiste de Tillier (1678-1744), affirme que les Salasses descendraient du compagnon d'Hercule, Cordelus, fils de Statiel, qu'on croyait issu de la lignée de Saturne. Celui-ci, à la tête de son peuple, se serait établi dans la Vallée d'Aoste où il aurait fondé vers -1158 av J.C. la cité mythique de Cordelia, ainsi nommée en son honneur. De Tillier précise qu'il s'agit là de la seconde capitale des Salasses, construite après leur départ de l'antique Canava et n'hésite pas à comparer les termes cité-fondateur Cordélia/Cordelus à Rome/Romulus.

## Position
La cité pouvait se trouver, selon De Tiller, à l'emplacement actuel du Site mégalithique de Saint-Martin-de-Corléans. Toujours pour Tillier, les souterrains de l'actuelle Aoste remonteraient à l'époque de la romanisation et auraient été construits par les Salasses pour permettre la résistance contre l'occupant. Il n'existe pas de réelles preuves archéologiques de la datation de la construction de la ville en 1158 av. J-C. (âge du bronze final) : le site archéologique est antérieur à la construction de la cité mythique.

### Sources
- (it) Cet article est partiellement ou en totalité issu de l’article de Wikipédia en italien intitulé « Cordelia (città) » (voir la liste des auteurs).

- (it) Cet article est partiellement ou en totalité issu de l’article de Wikipédia en italien intitulé « Salassi » (voir la liste des auteurs).